# Stephen Hylton
Stephen Hylton (ur. 23 października 1964) – jamajski pingpongista, uczestnik igrzysk w 1996. Startował zarówno w grze pojedynczej, jak i podwójnej.

## Wyniki olimpijskie[1]

### Gra pojedyncza
Letnie Igrzyska Olimpijskie 1996 - Grupa H:
- Carl Prean (Wielka Brytania) 0:2
- Andriej Mazunow (Rosja) 0:2
- Władimir Samsonow (Białoruś) 0:2

Hylton zajął ostatnie miejsce w grupie, przegrywając wszystkie mecze. Jego bilans punktowy wyniósł 60-126.

### Gra podwójna
Letnie Igrzyska Olimpijskie 1996 - w parze z Michaelem Hyattem; grupa D
Jamajczycy przegrali wszystkie mecze. Ich rywalami były deble z Francji, Hongkongu i Korei Północnej. Bilans punktowy pary Hylton/Hyatt wyniósł 89-126.